# Perizoma monticola
Perizoma monticola är en fjärilsart som beskrevs av Stephens 1831. Perizoma monticola ingår i släktet Perizoma och familjen mätare. Inga underarter finns listade i Catalogue of Life.